# 김창제
김창제(金昶濟, 1880년 - 1957년)는 일제강점기와 한국의 YMCA 운동가, 기독교 교육자, 사회사업가, 문필가이다. 1918년 함흥 YMCA 창설을 주도하였고, 이화여전과 YMCA 학관에서 교사로 봉직하였다. 중앙 YMCA와 경성YMCA의 이사를 역임했다.
1919년 3.1 운동 당시 미신과 허황된 선동이 있음을 들어 참여를 거부하였다. 한편 독립운동에 참여하기를 거부하여 일부 지식인층의 비판을 받기도 했다.
상당수 글과 칼럼, 강연활동을 통해 일제강점기 중반 이후 기독교계의 대표적인 문필가로 활동하였고, YMCA 일요강좌 등 각종 강연회를 통해 청년 학생층에게 인기가 높았다. 1934년 과학데이실행회 위원장과 조선어학회 표준어 사정위원으로 활동했다.

## 생애

### 초기 활동
1877년에 충청남도 보령군의 유학자집안에서 태어났다. 어릴 때부터 신문물을 접하고 서구 문물의 수용의 뜻을 품은 그는 일찍이 상경하여 관립한성사범학교(경기고등학교의 전신)에 들어갔다. 관립한성사범고등학교 재학 중 기독교 장로교로 개종하고, 1903년에 황성기독교청년회가 창설될 때부터 학생회원으로 활동하였다. 관립한성고등학교를 졸업하고, 중앙 YMCA에서 활동하였다.
1909년 3월 유성준(兪星濬), 박승봉(朴勝鳳), 민준호(閔濬浩), 이주완(李柱浣) 등의 양반출신들은 안국동에 안동교회를 개척하게 되었는데, 이때 그는 윤치소와 함께 안동교회 창립을 주도했다. 그는 자신의 집이 있던 홍수례골 자택(현재 재동초등학교의 뒤편)을 안동교회의 예배당으로 헌당하여 1년간 이곳에서 예배를 드렸다.

### 교육, 신앙 활동
을사조약 이후 공직제의를 거절하고 교육과 실력 양성, 신앙 전도 활동에 전념했다. YMCA 학관 교사를 비롯해서 학생Y 및 하령회의 강사, Y의 이사와 위원으로 활동했으며, 특히 일요강화의 강사로서 크게 활약을 했다. 1913년에 총독부의 사촉으로 유신회 회원들이 YMCA 총회에서 그 주도권을 잡으려고, 명예이사제를 채택케 하자 그는 YMCA를 지키기 위해 일본인 명예이사 선출에 반대하여 저항했으며, 1912년에 열린 학생하령회에는 강사로 초빙되어 강연을 통해 학생들을 뜨겁게 감동시키기도 했다.
지방YMCA 육성을 위해서 1915년에 함경북도 경성의 함일학교(咸一學校) 학감으로 부임했고, 1917년 함경남도 함흥의 영생학교(永生學校) 학감으로 부임했다. 함경남북도에 체류 중 그는 신자들을 모았고, 함흥 YMCA를 창설하는데 결정적인 공헌하였다. 1917년에 이순기(李舜基), 현원국(玄洹國), 영(L. L. Young) 등을 창립준비위원으로 삼아 영생학교 학생 YMCA를 조직했다. 이때 L. 영은 캐나다 선교부에 연락하여 YMCA 활동 지원을 교섭했고 현원국은 학생들을 위한 도서구입에 힘쓰면서 그 해 3월 25일에 창립총회를 열게 되었다. 초대회장에는 캐나다 선교사 맥그레이(D. M. McRae, 馬具禮), 부회장에는 모학복(毛鶴福), 서기에 이순기, 이사에는 김창제와 허헌(許憲), 최영학(崔榮鶴), 홍기진(洪基鎭) 등이 선임되어 함흥YMCA를 출범시켰다.

### 문필 활동
그는 문필가로서 YMCA 회보인 청년지의 발행인, 주필을 비롯해서 개벽(開闢), 조광(朝光) 등 잡지에도 필진으로 참여하였고, 조선일보, 동아일보 등의 일간신문에도 많은 글과 칼럼을 기고하였다. 그의 글은 대부분 비정치적인 내용으로 신앙생활, 교육 활동, 계몽, 근로 의식 고취, 배움의 필요성을 역설한 내용이 대부분이다. 뛰어난 웅변솜씨로, YMCA 일요강좌에서는 그의 해박한 지식과 유창한 언변으로 청년들의 인기를 얻기도 했다.
논설로는 '금일 경제적 상태와 학생의 각성', '신인(新人)', '생명의 저축', '현대 청년의 고민', '소사(小事)는 대사(大事)','소', '신(神)과 인(人)','인내하라', '인문발달과 기독교의 공헌', '첫째 날', '예수의 교훈과 유술주의' 등이 있다.

### 교육 활동과 최후
1920년부터 1924년까지 개성 송도고보와 호수돈여고보의 교사로 봉직하다가 1924년 7월에 이화여자중학교 교사로 부임하여 국어와 역사를 가르쳤고, 1939년 3월 정년으로 퇴직하였다. 1923년부터 전개된 한국농촌운동에는 핵심위원이 되고, 경성YMCA 이사와 중앙YMCA연합회 이사로 활동했다. 1926년에는 이화여자전문학교 국어교사로 출강하였다.
1933년 잡지 과학조선(科學朝鮮)의 필진 겸 편집고문이 되었다. 1934년 7월 5일 서울 태서관(太西館)에서 이인(李仁), 김용관(金容瓘), 박길룡(朴吉龍) 등 발명학회 간부들과 서울시내 중등학교 교사 등 100여 명 등과 함께 과학지식보급회(科學知識普及會)를 창립하였다.
8.15 해방 이후에는 서울대학교 명예교수로 추대되었다. 그는 일생을 강직하게 살다가 1957년 11월 4일에 사망했다.

## 3.1 운동에 대한 관점
그는 윤치호에게 3.1 만세 운동 당시 각종 미신과 유언비어가 확산되었다고 밝혔다.그는 3.1 운동에 대해 애국적이기는 하지만 투기, 미신, 허황된 말, 음모에 기초하고 있어서 동조할 수 없었다고 밝혔다.
| “ | 다수의 목소리가 곧 주님의 목소리라고 생각하는 이들이 있는데, 꼭 그런 건 아니죠. 예수님을 십자가에 못박게 한 것도 다수의 요구잖아요. 천도교와 기독교의 연합이 하느님의 뜻이라는 얘기도 사실이 아닙니다. 주님의 아들에게 사형을 선고한 것도 바리새인과 헤롯의 연합이었잖아요. | ” |

그는 자신이 3.1 운동에 참여할 수 없는 이유를 설명한 뒤, 다수의 생각, 다수의 선택이 반드시 올바른 선택은 아니라는 견해를 피력하였다. 아울러 김창제는 다수의 선택이 무조건 올바른 선택이고 민주주의라고 해석하는 것을 반대했다. 윤치호는 그의 견해에 적극 공감하였다.

## 기타
대표적인 친일 인사 윤치호는 김창제가 현명한 사람이라는 평을 남겼다. '그는 책도 많이 읽고 생각도 깊은 사람이다. 그는 독립소요에 가담하지 않아 균형 잡힌 의식의 소유자임을 입증했다. 물론 그를 욕하는 사람들도 없지는 않다. 하지만 반드시 올바른 길을 가는 것도 아니면서 모든 사람을 반역자라고 낙인 찍는 어떤 친구들보다는 교육과 사업, 청년 계몽에 헌신하는 김씨가 좀더 현명한 애국자다'라는 평을 남겼다.

## 같이 보기
- 윤치호
- 이상재
- 신석구
- 신흥우
- 주기철
- 김석창
- 김교신
- 김규식
- 김관식
- 조만식
- 함태영
- 윤치영